# Pablo Herrera
Pablo Herrera Allepuz (Castellón de la Plana, 29 de junho de 1982) é um voleibolista de praia espanhol.

## Carreira
Participou de quatro edições de Jogos Olímpicos. Em sua primeira participação, em Atenas 2004, conquistou a medalha de prata ao lado de Javier Bosma, perdendo apenas na final para os brasileiros Emanuel Rego e Ricardo Alex Santos.
Herrera classificou-se para sua segunda Olimpíada, em Pequim 2008, mas não conseguiu passar da primeira fase jogando com Raúl Mesa. Em 2013, ao lado de Adrián Gavira, representou seu país na conquista da medalha de prata nos Jogos do Mediterrâneo, em Mersin.
Na Rio 2016 representou, ao lado de Adrián Gavira, seu país nos Jogos Olímpicos de Verão. Nos Jogos Olímpicos de Verão de 2016, terminando nas oitavas-de-finais.

## Títulos e resultados
- Challenge de La Paz do Circuito Mundial de Vôlei de Praia de 2023